# Вухата сова
Вухата сова (Asio) — рід птахів родини совових. Представники відрізняються великими вушними пучками пір'я, дуже великим отвором вуха, діаметр якого перевищує діаметр ока, повним лицьовим диском і порівняно вузьким лобом.

## Спосіб життя
Вухасті сови в основному активні протягом ночі, але болотяні сови також крепускулярні. Більшість видів гніздяться на землі, але вухата сова (Asio otus) гніздиться у старих паличних гніздах ворон, воронів, сорок та різних яструбів.

## Розповсюдження
Види, що належать до цього роду, поширені на всіх континентах, за винятком Австралії і Антарктиди. Два північних види (сова вухата та сова болотяна частково мігрують, відлітають взимку з північних частин ареалу, або у роки з низькою чисельністю мишоподібних гризунів кочують у пошуках їжі. Тропічні види роду є осілими.

## Систематика
До роду вухата сова належить 9 видів:
- Сова ямайська (Asio grammicus)
- Сова-крикун (Asio clamator)
- Сова вухата (Asio otus)
- Сова ефіопська (Asio abyssinicus)
- Сова мадагаскарська (Asio madagascariensis)
- Сова темна (Asio stygius)
- Сова болотяна (Asio flammeus)
- Сова африканська (Asio capensis)
- Сова соломонська (Asio solomonensis)

Найпоширенішим у світі є сова вухата. В Україні зустрічається два види: сова вухата (Asio otus) та сова болотяна (Asio flammeus).